# Maxwell Karger
Pour les articles homonymes, voir Karger.
Maxwell Karger (né le 17 janvier 1879, mort le 5 mai 1922) est un producteur et réalisateur américain de la période du cinéma muet.

## Biographie
L'approche du cinéma de Maxwell Karger était similaire à celle de son contemporain Thomas H. Ince. Il a participé à la fondation de Rolfe Photoplays (en) à New York puis travaille pour les studios Metro Pictures, et a été ultérieurement l'assistant personnel de Rudolph Valentino.
Il meurt d'une crise cardiaque dans un train entre New York et Fort Wayne en Indiana. Il est enterré à Hollywood.

## Filmographie

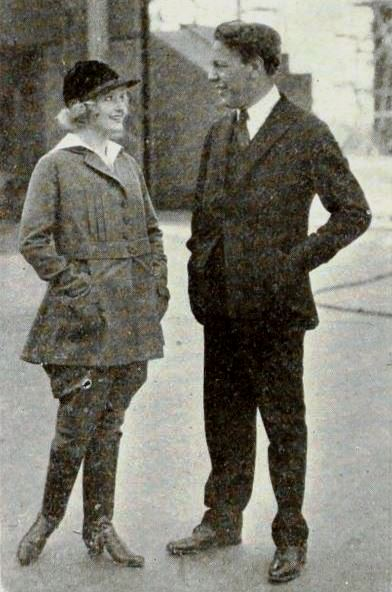
Maxwell Karger et May Allison en 1919.

### Réalisateur
- 1921 : The Idle Rich
- 1921 : The Hole in the Wall
- 1921 : A Trip to Paradise
- 1921 : The Man Who
- 1921 : A Message from Mars
- 1922 : The Golden Gift
- 1922 : Hate
- 1922 : Kisses

### Producteur
- 1916 : Romeo and Juliet
- 1917 : Outwitted
- 1917 : The Adopted Son
- 1917 : Red, White and Blue Blood
- 1918 : Social Hypocrites
- 1918 : Pay Day
- 1918 : The Winning of Beatrice
- 1918 : To Hell with the Kaiser!
- 1918 : A Successful Adventure
- 1918 : Flower of the Dusk
- 1918 : Secret Strings
- 1918 : Sylvia on a Spree
- 1918 : The Shell Game
- 1918 : With Neatness and Dispatch
- 1918 : Social Quicksands
- 1918 : The House of Gold
- 1918 : A Man's World
- 1918 : Opportunity
- 1918 : A Pair of Cupids
- 1918 : The Silent Woman
- 1918 : His Bonded Wife
- 1918 : Five Thousand an Hour
- 1919 : The Gold Cure
- 1919 : Johnny-on-the-Spot
- 1919 : Peggy Does Her Darndest (en) de George D. Baker
- 1919 : The Great Victory
- 1919 : That's Good
- 1919 : The Amateur Adventuress
- 1919 : The Island of Intrigue
- 1919 : The Brat
- 1919 : Satan Junior
- 1919 : Please Get Married
- 1919 : Blind Man's Eyes
- 1919 : The Way of the Strong
- 1919 : The Parisian Tigress
- 1919 : Blackie's Redemption
- 1919 : Full of Pep
- 1919 : One-Thing-at-a-Time O'Day
- 1919 : Un cœur fidèle (The Uplifters) de Herbert Blaché
- 1919 : The Man Who Stayed at Home
- 1919 : The Microbe
- 1920 : Stronger Than Death
- 1920 : The Willow Tree
- 1920 : Vive la liberté (The Walk-Offs) de Herbert Blaché
- 1920 : The Right of Way (en) de John Francis Dillon
- 1920 : Alias Jimmy Valentine
- 1920 : Dangerous to Men (en) de William C. Dowlan
- 1920 : The Hope
- 1920 : The Cheater de Henry Otto
- 1920 : Polly with a Past
- 1920 : Love, Honor and Obey
- 1920 : Clothes
- 1920 : The Fatal Hour
- 1920 : The Misleading Lady
- 1921 : Puppets of Fate
- 1921 : Fine Feathers
- 1921 : The Hole in the Wall